# دلفين بورونان
دلفين بورونان (الاسم العلمي: Tursiops australis) هو نوع من الحيتانيات، يتبع جنس دلفين قاروري الأنف.